# 보리밥
보리밥은 한국 요리의 하나로 보리를 넣어 지은 밥이다. 보리를 아주 많이 넣거나 보리로만 지은 밥은 꽁보리밥이다.

## 같이 보기
- 밥 (한국 음식)